# شاهرود (بخارا)
شاهرود یکی از کهن‌ترین کانال‌های شهر بخارا در ازبکستان است. نام شاهرود در زبان فارسی مردم بخارا  به معنی رودخانهٔ اصلی می‌باشد. شهر بخارا در سمت چپ رودخانه زرافشان است و کمی دورتر از خود کرانه جای دارد. از روزگاران دور این رودخانه زمین‌ها و کشتزار پیرامون را سیراب و آب شهر را نیز فراهم می‌کند. خاستگاه این کانال رودخانه زرافشان است و در میان قلمرو شهر کنده شده‌است. شاهرود آب جوی‌های آبیاری و حوض‌های فراوان بخارا (بیش از ۸۰ حوض) که منبع اصلی آب این شهر بودند را تامین می‌کرد. بر روی کانال در جاهای گوناگون شهر پل هایی ساخته‌شد. امروزه بیشتر کانال در زیر زمین روان است و تنها بخش‌های کوچکی در زیر آسمان آزاد جریان دارد. شاهرود در جنوب شهرستان بخارا، از خاور به باختر می رود. آگاهی‌های دقیقی دربارهٔ درازای کانال وجود ندارد.

## بن‌مایه
- همکاری‌کنندگان ویکی‌پدیا، «Шахруд (Узбекистан)»، ویکی‌پدیای روسی، دانشنامهٔ آزاد (بازیابی ۲۵ آذر ۱۴۰۰)